# Triodontella abyssinica
Triodontella abyssinica är en skalbaggsart som beskrevs av Brenske 1901. Triodontella abyssinica ingår i släktet Triodontella och familjen Melolonthidae. Inga underarter finns listade i Catalogue of Life.